# ديك كاري
ديك كاري (بالإنجليزية: Dick Cary)‏ هو عازف جاز وعازف بيانو أمريكي، ولد في 10 يوليو 1916 في هارتفورد في الولايات المتحدة، وتوفي في 6 أبريل 1994 في غلينديل في الولايات المتحدة.

## وصلات خارجية
- ديك كاري على موقع ميوزك برينز (الإنجليزية)
- ديك كاري على موقع أول ميوزيك (الإنجليزية)
- ديك كاري على موقع ديسكوغز (الإنجليزية)